# Elżbieta Wassongowa

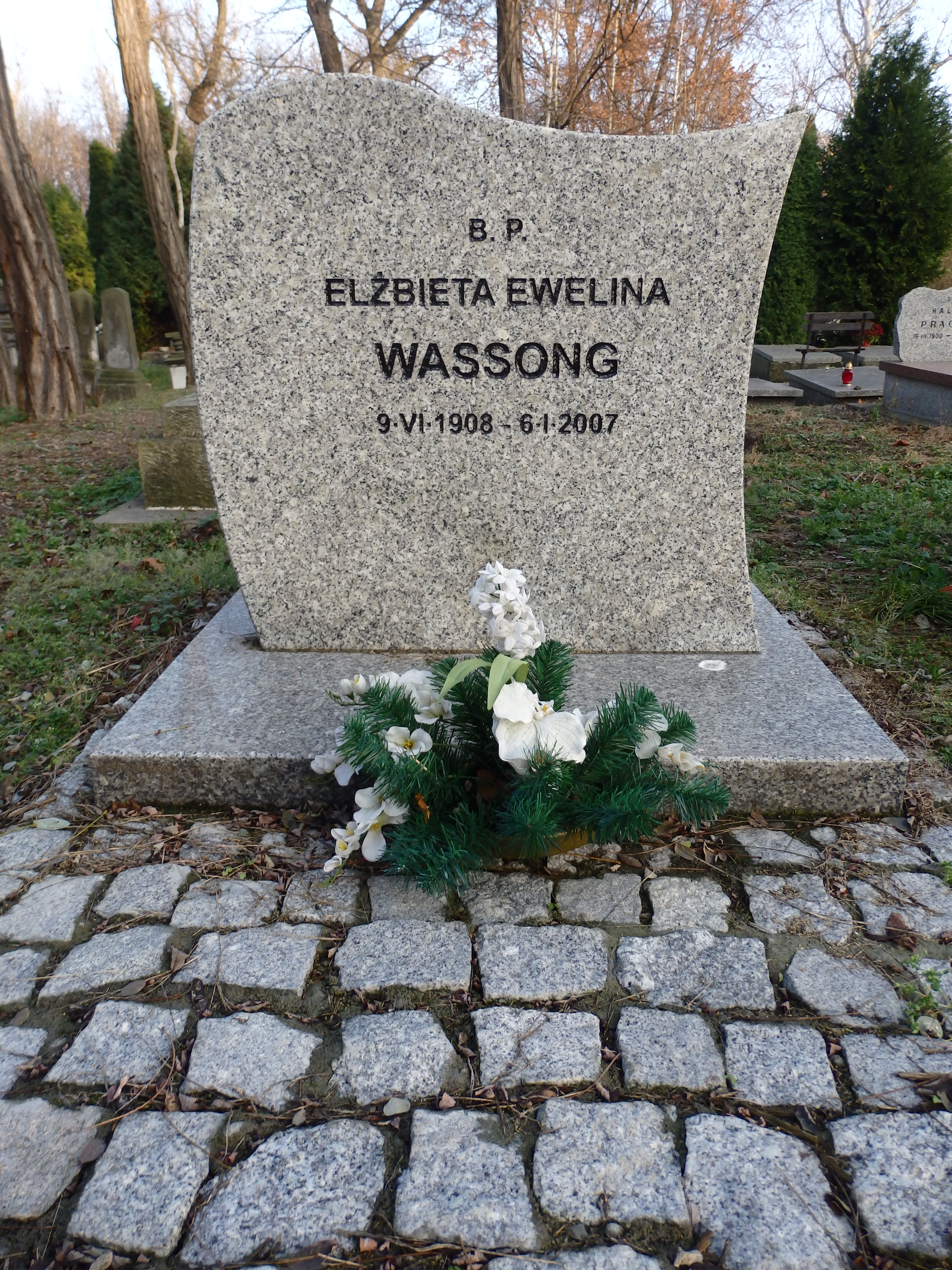
Grób Elżbiety Wassongowej na cmentarzu żydowskim w Warszawie

Elżbieta Ewelina Wassong z domu Kon (ur. 9 czerwca 1908 w Warszawie, zm. 6 stycznia 2007 tamże) – polska tłumaczka literatury pięknej i redaktor książek.

## Życiorys
Urodziła się w zasymilowanej rodzinie żydowskiej, jako córka adwokata Henryka Kona (1868-1949) i Róży z domu Wolanowskiej (1883-1932). Była siostrą Julii (1912-1912), prawniczki Ireny Sawickiej (1914-2004) oraz pisarza i reportera Lucjana Wolanowskiego (1920-2006). Jej dziadkiem był lekarz Wilhelm Kohn (1831-1882), a pradziadkiem przemysłowiec Majer Wolanowski (1844-1900), założyciel warszawskiej Fabryki Śrub i Drutu.
W 1926 ukończyła warszawskie gimnazjum humanistyczne Janiny Tymińskiej. Studiowała na Wydziale Prawa Uniwersytetu Warszawskiego oraz w Instytucie Sztuk Plastycznych w Warszawie. W 1937 wyszła za mąż za ekonomistę Kazimierza Wassonga (1901-1970). Po wybuchu II wojny światowej znalazła się w Łucku, a następnie we Lwowie. 16 czerwca 1940 wywieziona wraz z mężem na zesłanie do Autonomicznej Maryjskiej Republiki (Karaczurino k. Koźmodiemianska, Gornomarijskij Rejon, ZSRR).
Do Warszawy powróciła w sierpniu 1945. Od grudnia 1945 do lipca 1950 pracowała jako tłumacz w Agencji Robotniczej. Następnie była kierownikiem redakcji przekładów literatury pięknej wydawnictwa MON (sierpień 1950-grudzień 1962) oraz starszym redaktorem w wydawnictwie „Czytelnik” (Warszawa, grudzień 1962-wrzesień 1969).
Była tłumaczką literatury rosyjskiej i radzieckiej (m.in. F. Abramow, W. Briusow, G. Demykina, W. Siomin) oraz francuskiej (A. Vallentin, G. de Staël, Jean d’Ormesson, François Timoleon de Choisy). Była członkiem Związku Literatów Polskich (1970-1983) oraz Stowarzyszenia Pisarzy Polskich (1989-2007).
Mieszkała w Warszawie. Pochowana 11 stycznia 2007 na cmentarzu żydowskim przy ulicy Okopowej w Warszawie (kwatera 2, uliczka 1).

## Odznaczenia
- Srebrny Krzyż Zasługi (1957)
- Krzyż Zesłańców Sybiru

## Przekłady (wybór)
- Order „Sławy” (MON, Warszawa 1955; razem z Jadwigą Laskowską)
- Isoko Hatano, Ichirô Hatano, Dziecko Hiroszimy (MON, Warszawa 1962, z przedmową Zygmunta Kałużyńskiego)
- Antonina Vallentin, Mirabeau [t. I/II] (MON, Warszawa 1965; tom II w tłumaczeniu Ludmiły Duninowskiej)
- Ion Druță, Ostatni miesiąc jesieni (Państwowy Instytut Wydawniczy, Warszawa 1967)
- Rafał Higierowicz, Łaska imperatora (Nasza Księgarnia, Warszawa 1969)
- Witalij Siomin, Siedmioro w jednym domu (Czytelnik, Warszawa 1969)
- Galina Demykina, Jaki świat jest mały (Nasza Księgarnia, Warszawa 1970)
- Fiodor Abramow, Dwie zimy i trzy lata (Czytelnik, Warszawa 1971)
- Fiodor Abramow, Drogi i rozdroża (Czytelnik, Warszawa 1972, 1977)
- Anatol Moszkowski, Przylądek delfinów (Nasza Księgarnia, Warszawa 1972, 1978; seria: „Klub Siedmiu Przygód”)
- Włodzimierz Amliński, Muzyka na dworcu (Nasza Księgarnia, Warszawa 1973, 1980, ISBN 83-10-07780-7)
- Pierre Gamarra, Płomienny dom (PIW, Warszawa 1973, seria „Klub Interesującej Książki”)
- Germaine de Staël, Dziesięć lat wygnania (Czytelnik, Warszawa 1973, seria: „Pamiętniki Kobiet XVII-XIX wieku”)
- Laura księżna d’Abrantes, Pamiętniki, [Tom I i II] (Czytelnik, Warszawa 1974; seria: „Pamiętniki Kobiet XVII-XIX wieku”)
- Piotr Szyriajew, Wnuk Taglioni (Czytelnik, Warszawa 1975)
- Anatol Moszkowski, Lawina (Nasza Księgarnia, Warszawa 1976)
- Vytautas Bubnys, Trzy dni w sierpniu (Czytelnik, Warszawa 1977)
- Marguerite Audoux, Maria Klara (Czytelnik, Warszawa 1978)
- Grigorij Fiedosiejew, Paszka z Niedźwiedziego Jaru (Nasza Księgarnia, Warszawa 1978)
- Fiodor Abramow, Dom (Czytelnik, Warszawa 1981, ISBN 83-07-00430-6)
- Walery Briusow, Ognisty anioł (Czytelnik, Warszawa 1981, ISBN 83-07-00327-X)
- Katarzyna Daszkow Romanowa, Pamiętnik księżny Daszkow damy honorowej Katarzyny II cesarzowej Wszechrosji (Wydawnictwo Literackie, Kraków 1982, ISBN 83-08-00537-3)
- Tatiana Suchotina - Tołstoj, Wspomnienia (wespół z Martą Okołów-Podhorską; Czytelnik, Warszawa 1983, ISBN 83-07-00664-3)
- François Timoleon de Choisy, Pamiętnik opata de Choisy przebranego za kobietę (Wydawnictwo Reporter, Warszawa 1992, ISBN 83-85189-24-6)
- Jean d’Ormesson, Ostatni sen mój będzie o tobie: biografia sentymentalna Chateaubrianda (Czytelnik, Warszawa 1996, ISBN 83-07-02288-6)